# LocationFree
行動影音站，是日本索尼的影音訊號轉換網路串流媒體的伺服器產品。發表於2004年於日本，2005年後，陸續在北美、台灣、韓國、歐洲地區上市。

「LocationFree」是利用電視訊號連接自機器本體後立即轉換為網路串流訊號，配合軟體「LocationFree Player」利用動態DNS技術向netav.net註冊網址，已讓外界隨時可以利用網際網路連回「LocationFree」所在的IP位置，在正確連結後，即可利用可支援的行動裝置收視「LocationFree」當地地理位置的電視節目。

## 外部連結
- Sony LocationFree[永久]
- 台灣索尼LocationFree